# Юмагузинське водосховище

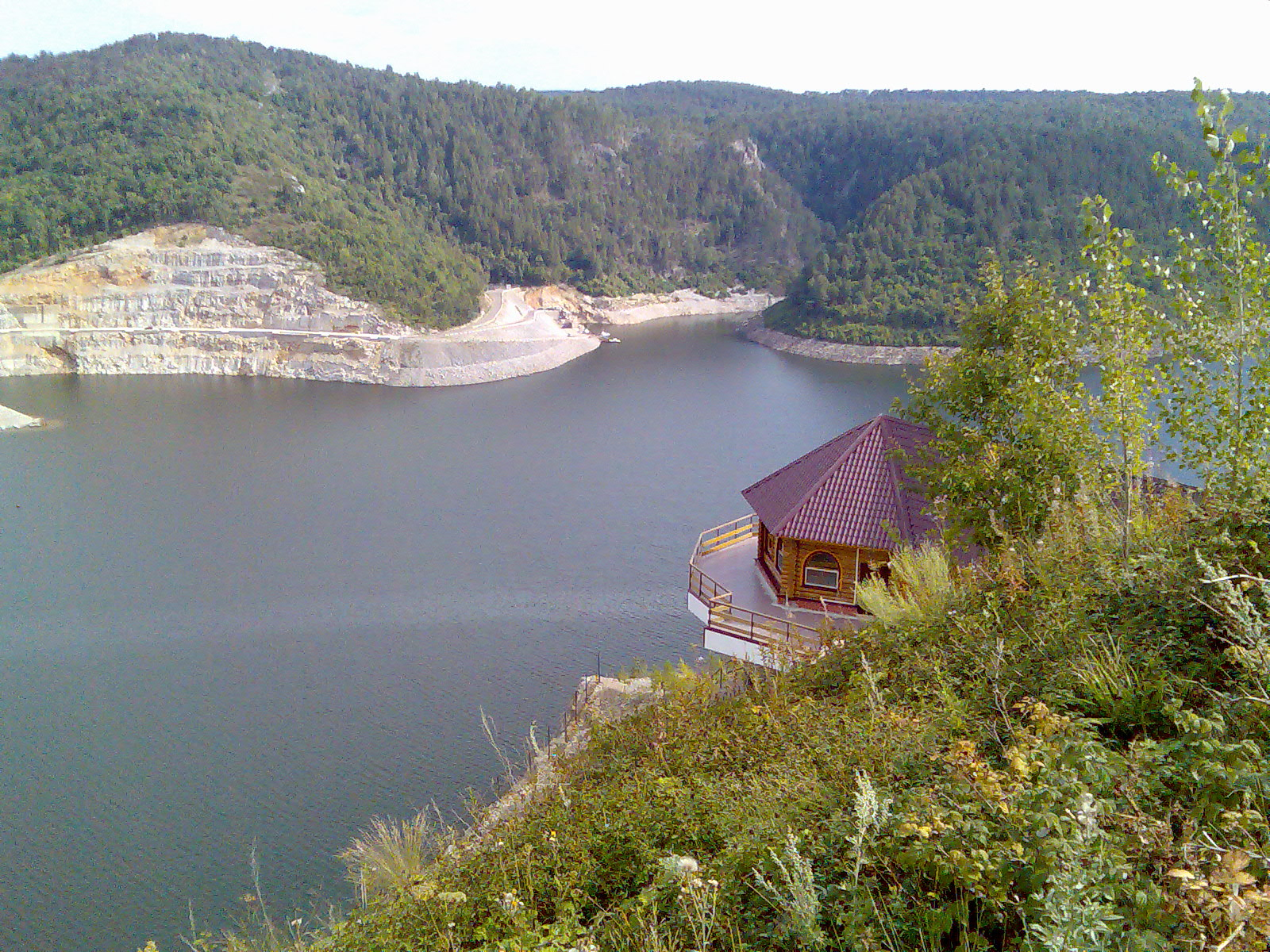
Юмагузинське водосховище.

Юмагузинське водосховище - водосховище на річці Білій в Башкирії, утворене при будівництві Юмагузинської ГЕС. Місцезнаходження - Кугарчинський район Башкирії.
Будівництво водосховища почалося в грудні 1998. Проект багато разів піддавався критиці різними природоохоронними організаціями та все ж був здійснений.
Навесні 2004 сталося часткове заповнення Юмагузинського водосховища. У перші травневі дні повінь на річці Білій досягла своєї найвищої відмітки. Щосекундний приток водосховища дійшов до 600 м³. У водосховищі накопичилося близько 140 млн м³ води. Набраної вологи вистачило для підтримки оптимального рівня річки влітку, достатнього для нормальної роботи водозаборів міст і сіл південних регіонів республіки, і для запуску в роботу першого з трьох агрегатів Юмагузинської ГЕС.
Гребля має довжину 605 і висоту 70 метрів. Найбільша різниця позначки верхнього та нижнього б'єфу складе 63 метра. У правобережному примиканні знаходиться поверхневий береговий водоскид.
Площа дзеркала водосховища - 35,6 км². 